# Chiesa di Cristo (Filadelfia)
La chiesa di Cristo (in inglese Christ Church) è una chiesa episcopale di Filadelfia, in Pennsylvania. Fu fondata nel 1695 da membri della Chiesa d'Inghilterra, che costruirono una piccola chiesa di legno sul sito attuale.
L'edificio attuale, costruito fra il 1727 e il 1744, è invece un esempio di architettura americana del periodo coloniale. Al suo interno si trovano alcuni oggetti di rilevanza storica: il fonte battesimale, arrivato nel 1697, è ad esempio un dono dalla chiesa londinese di All Hallow's Barking ed è il fonte in cui fu battezzato William Penn, fondatore della colonia. Il fonte battesimale più piccola, chiamata anche American Font è un'opera di Jonathan Gostelowe, datata 1789, analogamente alla tavola usata per le funzioni eucaristiche, del 1788. Il lampadario, originale del 1744, proviene dall'Inghilterra.
Fra i molti personaggi storici che professarono la propria fede nella chiesa di Cristo vi furono George Washington e sua moglie Martha, Benjamin Franklin, che è sepolto nel cimitero della chiesa situato fra le strade Fifth e Arch.
La Chiesa episcopale degli Stati Uniti d'America fu fondata in questa chiesa al termine della Rivoluzione Americana. Il vescovo William White (1748-1836), primo rettore della chiesa, fu il primo vescovo della Pennsylvania, e vi eseguì la prima ordinazione nel maggio del 1787.